# Vista de Delft
Vista de Delft (en neerlandès, Gezicht op Delft), és una obra del pintor neerlandès Johannes Vermeer. Està realitzat en pintura a l'oli sobre llenç. Es calcula que va ser pintat cap a 1658-1660. Mesura 96,5 cm d'altura i 115,7 cm d'amplada. Es conserva al Mauritshuis de La Haia, els Països Baixos.
El gènere de les vistes o paisatges urbans va ser molt corrent durant l'època barroca; les holandeses van destacar especialment, mitjançant el vedutisme que cercaven la imatge més típica d'una ciutat, un punt de vista «pintoresc». Per tant, quan Vermeer va pintar aquest famós llenç, ja era tradicional pintar vistes topogràfiques de ciutats. Hendrick Cornelisz Vroom va ser l'autor de dues obres semblants descrivint Delft, però són més arcaiques, atès que segueixen un enfocament tradicional panoràmic que es poden veure als dos paisatges urbans d'Hèrcules Seghers al museu de Berlín. Aquest últim artista va ser un dels primers d'usar el telescopi de Galileu invertit per transcriure els dibuixos preliminars i les seves proporcions (més del doble d'alt que d'amplada) al format més convencional de les seves pintures.
Vermeer va executar la seva Vista de Delft al lloc, però l'instrument òptic que assenyalava a la ciutat i que proporcionava a l'artista l'aspecte traslladat al llenç, que s'admira actualment per la seva concisió i especial estructura, no era una cambra fosca sinó el telescopi invertit. Només aquest últim condensa la vista panoràmica d'un sector determinat, disminueix les figures del primer pla a una dimensió inferior a la normal, emfasitza el primer pla tal com pot veure's al quadre, i de la mateixa manera fa que la resta de la composició retrocedeixi a l'espai. La imatge així obtinguda proporciona efectes òptics que, sense ésser únics a la pintura holandesa del segle xvii, com sovint s'ha dit, transmet un paisatge urbà que està unit a la composició i està embolcallat atmosféricamente en una llum brillant.
La ciutat que es pot veure en aquest quadre no és un perfil autèntic d'un municipi, sinó una representació idealitzada de Delft, amb les seves característiques principals simplificades i després adaptades al marc d'una badia amb els reflexos de l'aigua. Domina el quadre un cel ple de magnífiques formacions nuvoloses que s'estenen sobre la ciutat. Va representar una filera del port de Delft, amb cases de maó vermell a la seva majoria. Al darrere seu pot veure's la ciutat i algunes torres.
LaVista de Delft és cronològicament l'última pintura de Vermeer executada en una pigmentació rica i plena, amb accents de color amb un pinzell carregat. L'artista es va superar a ell mateix amb aquesta realització de la seva ciutat natal, que roman com una interpretació veritablement gran de la de la natura.
És una obra que va ser admirada per Monet, Proust i Regoyos a qui probablement va influir en el seu vedutisme modernitzat amb la seva representació de la ria de Bilbao, Sant Sebastià o Pasaia.